# راكسيباكوماب
راكسيباكوماب هو جسم مضاد وحيد النسيلة بشري مخصص للوقاية وللجمرة الخبيثة المستنشقة وعلاجها. وقد ثبتت فعاليته في الأرانب والقرود. في ديسمبر 2012، تمت الموافقة على راكسيباكوماب في الولايات المتحدة لعلاج الجمرة الخبيثة المستنشقة بسبب عصية الجمرة الخبيثة بالاشتراك مع الأدوية المضادة للبكتيريا المناسبة، وللوقاية من الجمرة الخبيثة المستنشقة عندما لا تتوفر العلاجات البديلة أو عندما لا تكون مناسبة.تم اكتشاف الجسم المضاد في مشروع مشترك بين كامبريدج لتكنولوجيا الأجسام المضادة وعلوم الجينوم البشري. اكتشفت كامبريدج لتكنولوجيا الأجسام المضادة الجسم المضاد لهدف علوم الجينوم البشري، وفي عام 2012، اشترت شركة جلاكسو سميث كلاين (GSK) شركة HGS. في عام 2017، استحوذت شركة إيميرجنت بيوسوليوشنز على شركة كات.

## الآثار الجانبية
الآثار الجانبية الأكثر شيوعًا هي الصداع، والتهاب الجهاز التنفسي العلوي، والغثيان، وألم في الأطراف، وحكة الجلد.

## علم الأدوية
حقنة راكسيباكوماب هي عبارة عن جسم مضاد وحيد النسيلة يستهدف مكون المستضد الواقي (PA) للسم القاتل لبكتيريا العصوية الجمرية.